# 清邁動物園

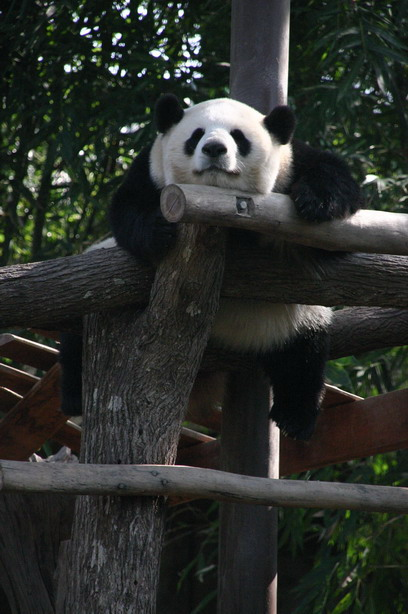
在泰國的大熊貓

清邁動物園（Chiang Mai Zoo）是一個位於泰國北部清邁的動物園。清邁動物園成立於1974年，开始是是一間私營動物園，1977年6月16日成为官方动物园。園內設置有單軌電車和133米長的水族館。

## 部份動物品種

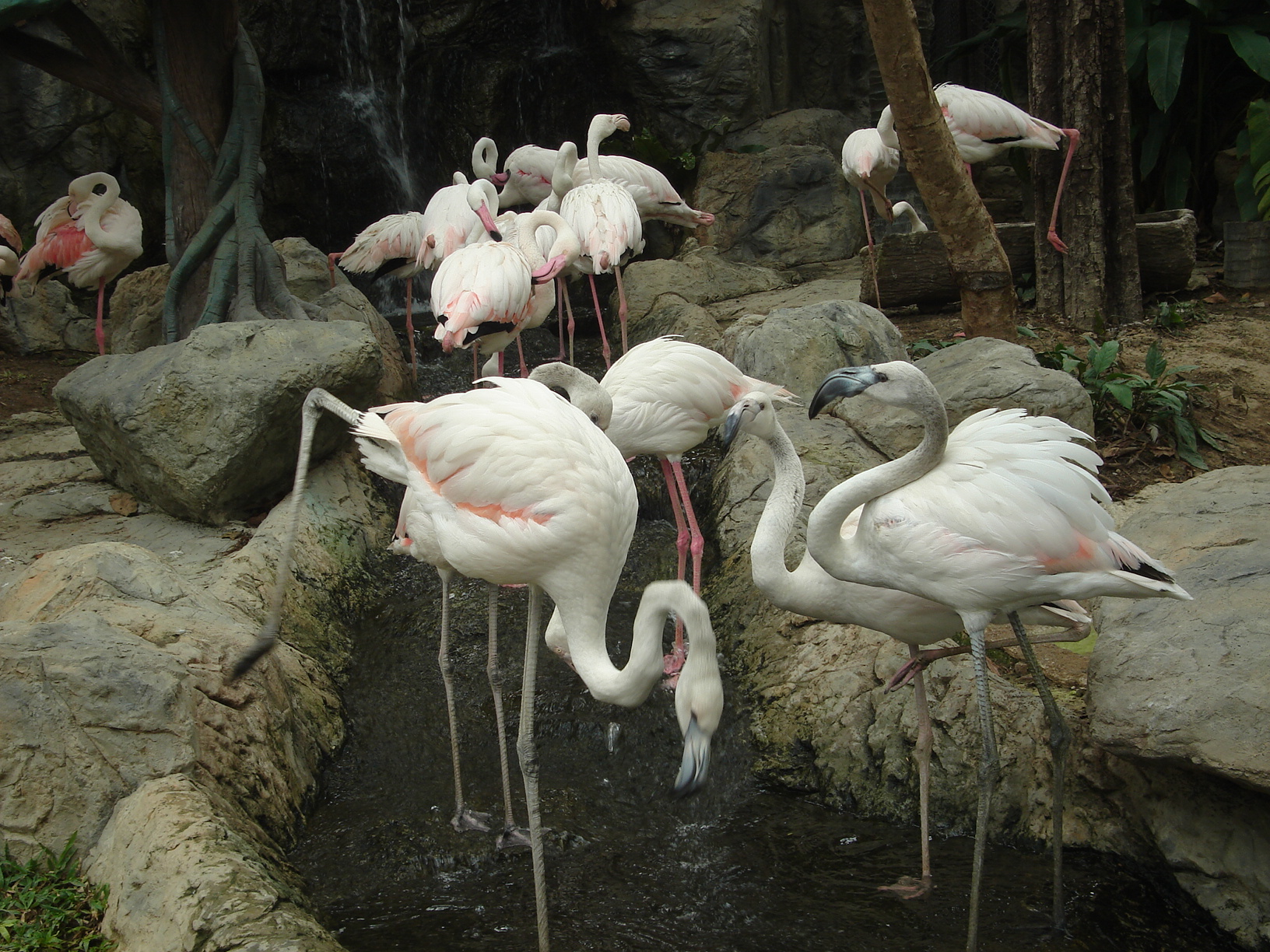
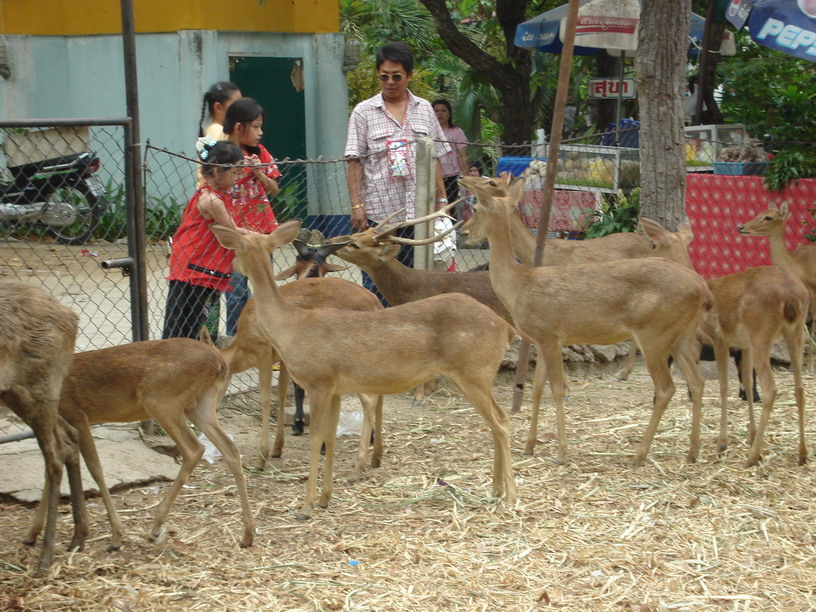
鹿
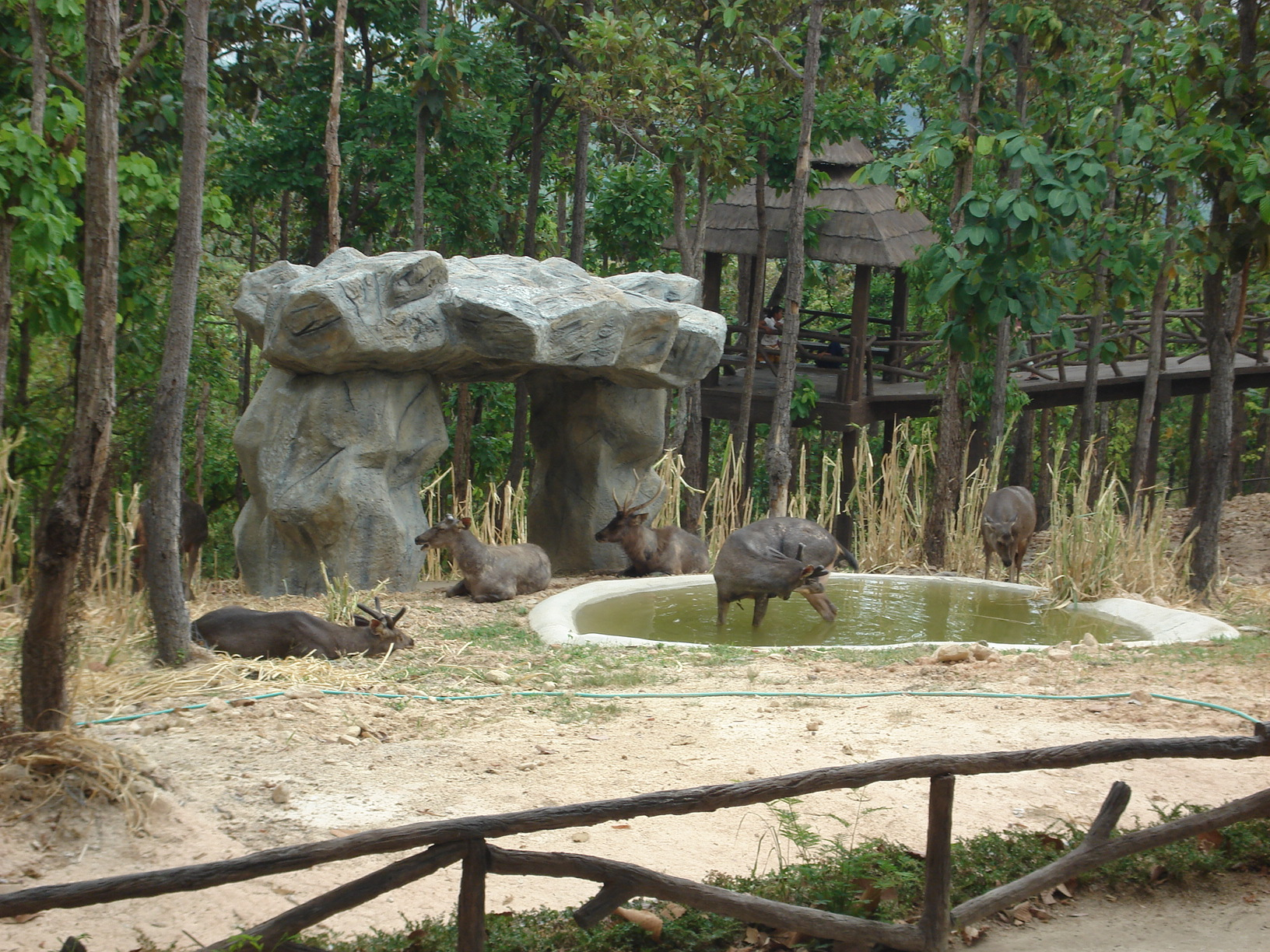

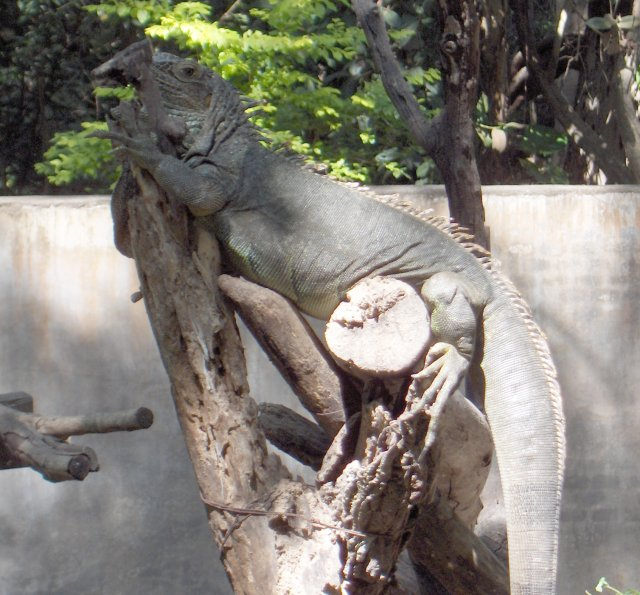
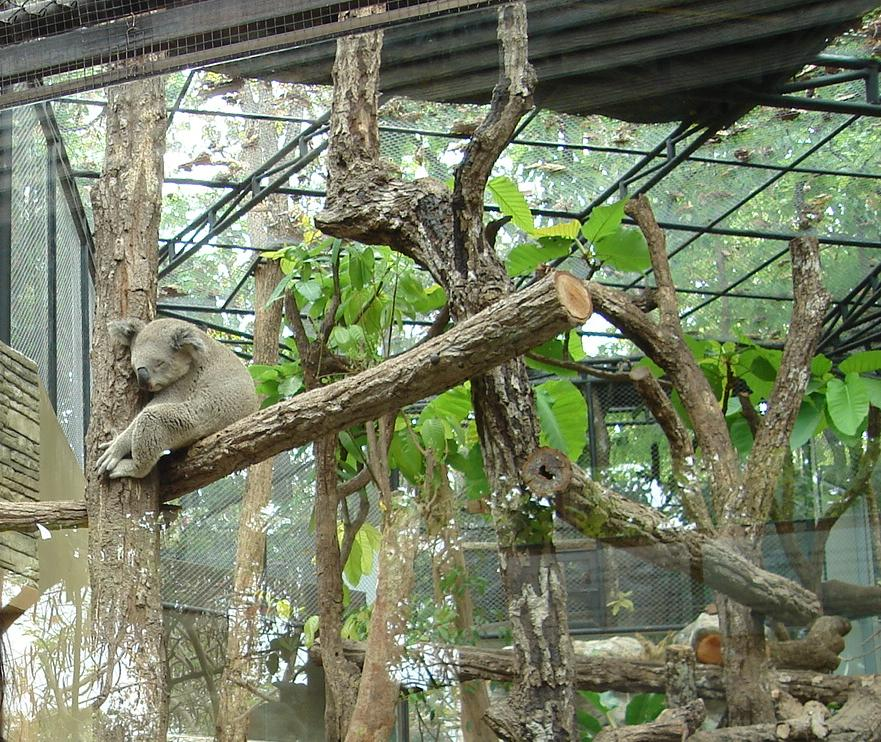
樹熊
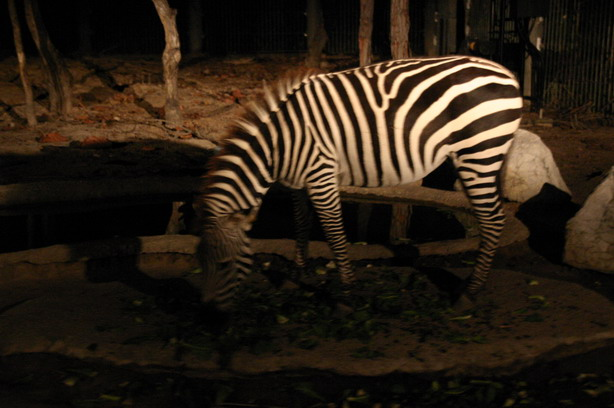
斑馬

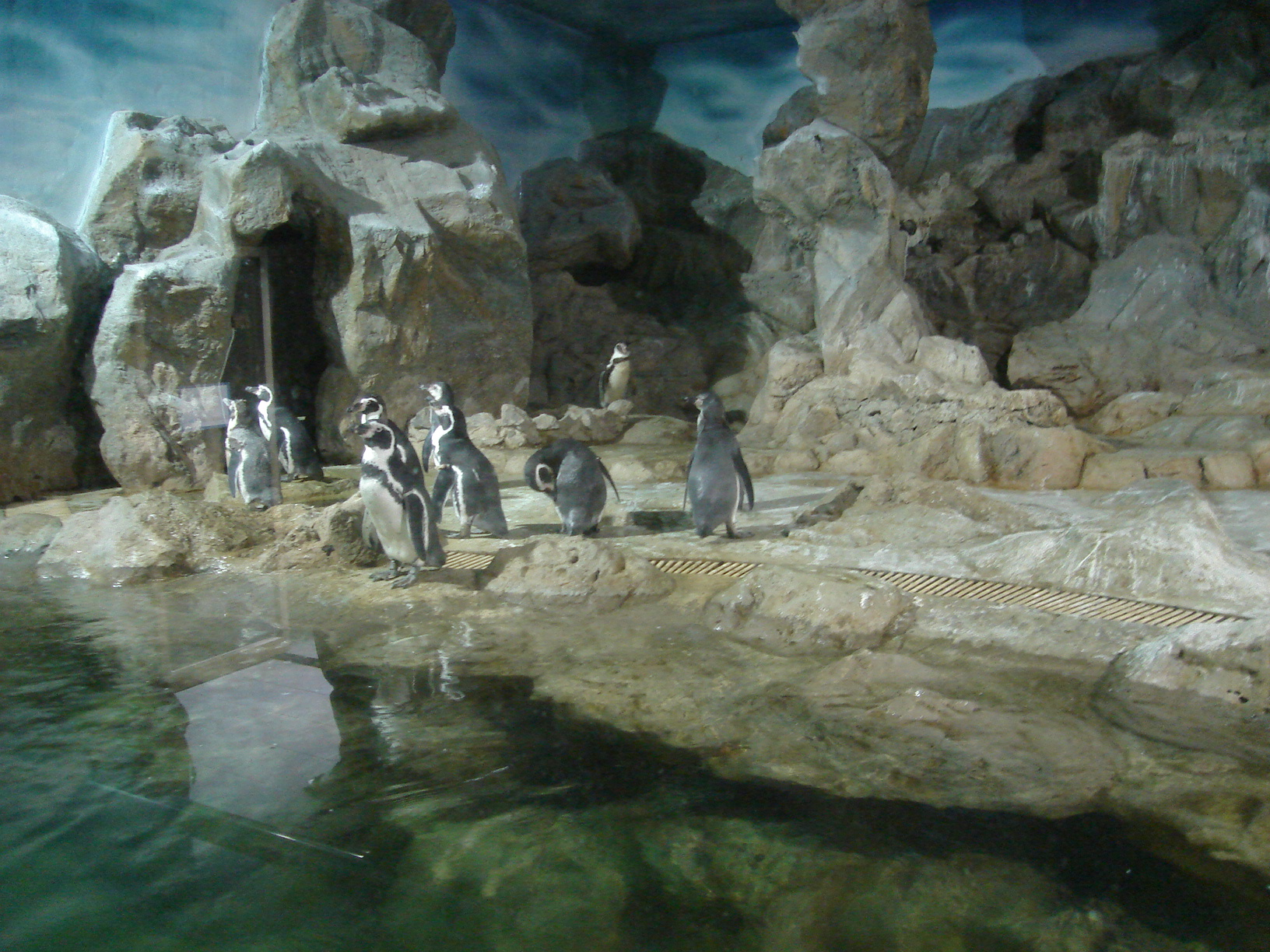
企鵝
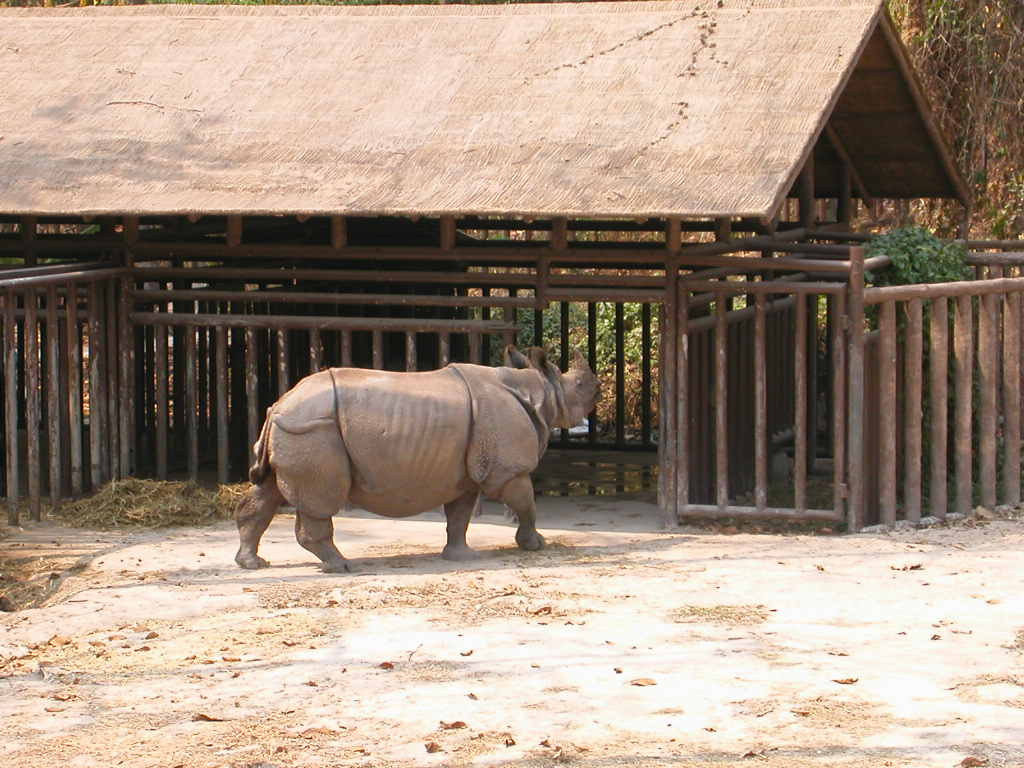
犀牛

## 清邁大熊貓

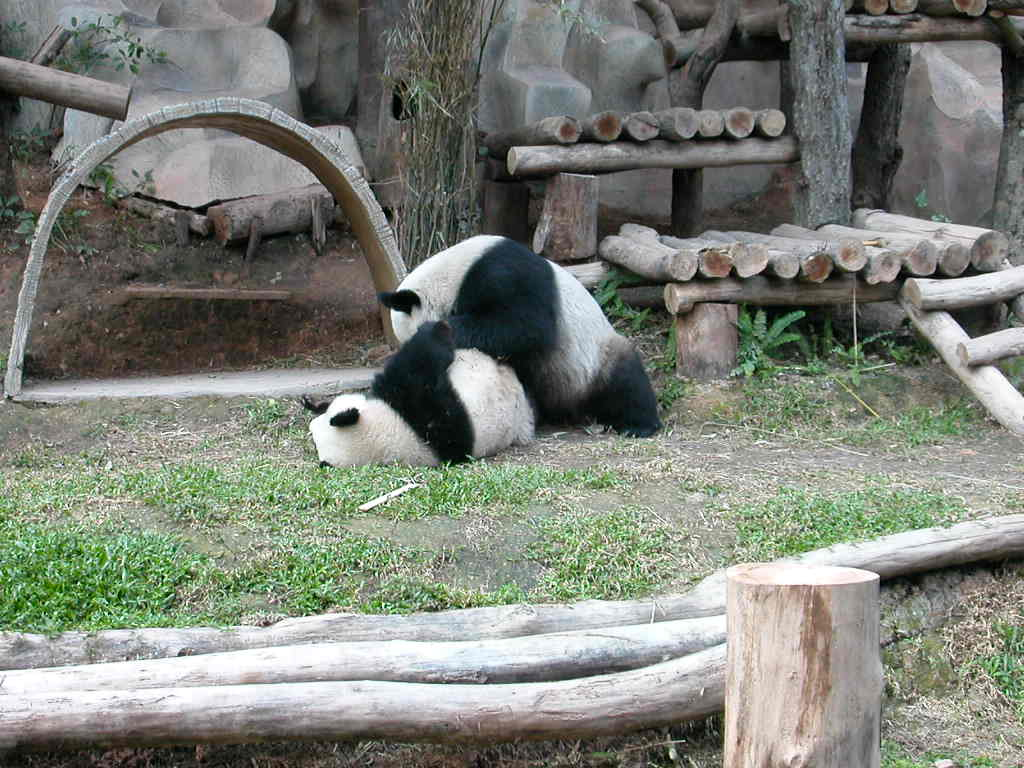
兩隻大熊貓

中國租借給泰國的大熊貓林惠，在清邁動物園生下一隻熊貓林冰，是第一隻在泰國出生的大熊貓。出生日期為2009年5月27日上午11點40分, 約200克重。大熊貓母親林惠当年8歲, 父親創創為9歲。

## 鄰近
- 清邁大學

## 外部參考
- 星島日報2009年5月28號: 清邁動物園生嘅大熊貓[]

18°48′32″N 98°56′49″E / 18.809°N 98.947°E